# High School Musical (franquia)
High School Musical é uma série de filmes composta por três filmes musicais dirigidos por Kenny Ortega, com roteiros de Peter Barsocchini. Os filmes são estrelados por Zac Efron, Vanessa Hudgens, Ashley Tisdale, Lucas Grabeel, Corbin Bleu e Monique Coleman.
O primeiro filme foi originalmente lançado simplesmente como um filme original do Disney Channel, porém depois do grande sucesso, foi feito uma sequência e posteriormente um terceiro. O terceiro filme é o primeiro e único lançado nos cinemas.
Ashley Tisdale reprisou  sua personagem Sharpay Evans no spin-off da série intitulado Fabulous Sharpay's Adventure, que foi lançado  mundialmente em 19 de abril de 2011

## Série de filmes

### High School Musical(2006)
High School Musical foi lançado em 20 de janeiro de 2006 como um filme original do Disney Channel, sendo o mais sucedido já produzido pelo canal. O filme foi o visto por 7,7 milhões de espectadores na transmissão de estréia nos Estados Unidos, e visto por 789 mil espectadores na estréia no Reino Unido. Foi a primeira vez que um filme original do canal foi exibido pela BBC. Ao todo, o filme foi visto por mais de 225 milhões de pessoas em todo o mundo. O primeiro filme estrela Zac Efron, Vanessa Hudgens, Ashley Tisdale, Corbin Bleu, Lucas Grabeel e Monique Coleman.
O filme acompanha as vidas da patricinha Sharpay Evans (Ashley Tisdale), a estrela de basquete Troy Bolton (Zac Efron) e a tímida e inteligente Gabriella Montez (Vanessa Hudgens).

### High School Musical 2(2007)
É o fim do ano letivo, e todos estão animados com as férias de verão. Gabriella Montez (Vanessa Hudgens) tem a chance de finalmente passar suas férias de verão sem ter que se mudar. A turma é contratado pelo Lava Springs Country Club e a patricinha residente do clube, Sharpay Evans (Ashley Tisdale), está preocupada com os Wildcats novamente em seu território. Ela passa tentar convencer o gerente do clube à demitir os Wildcats enquanto tenta conquistar Troy (Zac Efron), oferecendo-lhe diversos luxos, incluindo a chance de uma bolsa de estudos, embora Troy Bolton diga a ela, que ele é comprometido com Gabriella Montez.

## Elenco
| Personagem            | Filme               | Filme                 | Filme                 | Filme                          |
| Personagem            | High School Musical | High School Musical 2 | High School Musical 3 | A Fabulosa Aventura de Sharpay |
| --------------------- | ------------------- | --------------------- | --------------------- | ------------------------------ |
| Troy Bolton           | Zac Efron           | Zac Efron             | Zac Efron             |                                |
| Gabriella Montez      | Vanessa Hudgens     | Vanessa Hudgens       | Vanessa Hudgens       |                                |
| Sharpay Evans         | Ashley Tisdale      | Ashley Tisdale        | Ashley Tisdale        | Ashley Tisdale                 |
| Chad Danforth         | Corbin Bleu         | Corbin Bleu           | Corbin Bleu           |                                |
| Ryan Evans            | Lucas Grabeel       | Lucas Grabeel         | Lucas Grabeel         | Lucas Grabeel                  |
| Taylor McKessie       | Monique Coleman     | Monique Coleman       | Monique Coleman       |                                |
| Kelsi Nielsen         | Olesya Rulin        | Olesya Rulin          | Olesya Rulin          |                                |
| Zeke Baylor           | Chris Warren Jr.    | Chris Warren Jr.      | Chris Warren Jr.      |                                |
| Jason Cross           | Ryne Sanborn        | Ryne Sanborn          | Ryne Sanborn          |                                |
| Martha Cox            | Kaycee Stroh        | Kaycee Stroh          | Kaycee Stroh          |                                |
| Sra. Darbus           | Alyson Reed         | Alyson Reed           | Alyson Reed           |                                |
| Jack Bolton           | Bart Johnson        | Bart Johnson          | Bart Johnson          |                                |
| Sra. Montez           | Socorro Herrera     |                       | Socorro Herrera       |                                |
| Vance Evans           |                     | Robert Curtis Brown   | Robert Curtis Brown   | Robert Curtis Brown            |
| Sra. Evans            |                     | Jessica Tuck          | Jessica Tuck          | Jessica Tuck                   |
| Sra. Bolton           | Leslie Wing Pomeroy | Leslie Wing Pomeroy   | Leslie Wing Pomeroy   |                                |
| Sr. Fulton            |                     | Mark L. Taylor        |                       |                                |
| Tiara Gold            |                     |                       | Jemma McKenzie-Brown  |                                |
| Donny Dion            |                     |                       | Justin Martin         |                                |
| Jimmie "Foguete" Zara |                     |                       | Matt Prokop           |                                |
| Sr. Danforth          |                     |                       | David Reivers         |                                |
| Sra. Danforth         |                     |                       | Yolanda Wood          |                                |
| Diretor Matsui        | Joey Miyashima      |                       | Joey Miyashima        |                                |

## Franquia
| Ator             | Personagem           | High School Musical       | High School Musical 2     | High School Musical 3     | A Fabulosa Aventura de Sharpay | High School Musical: A Série: O Musical | High School Musical: A Série: O Musical | High School Musical: A Série: O Musical | High School Musical: A Série: O Musical | High School Musical: A Série: O Musical |
| Ator             | Personagem           | High School Musical       | High School Musical 2     | High School Musical 3     | A Fabulosa Aventura de Sharpay | Temporada 1                             | Temporada 2                             | Temporada 3                             | Temporada 4                             |                                         |
| ---------------- | -------------------- | ------------------------- | ------------------------- | ------------------------- | ------------------------------ | --------------------------------------- | --------------------------------------- | --------------------------------------- | --------------------------------------- | --------------------------------------- |
| Zac Efron        | Troy Bolton          | Protagonista              | Protagonista              | Protagonista              | Ausente                        | Ausente                                 | Ausente                                 | Ausente                                 | Ausente                                 |                                         |
| Vanessa Hudgens  | Gabriella Montez     | Protagonista              | Protagonista              | Protagonista              | Ausente                        | Ausente                                 | Ausente                                 | Ausente                                 | Ausente                                 |                                         |
| Ashley Tisdale   | Sharpay Evans        | Antagonista               | Antagonista               | Antagonista               | Protagonista                   | Ausente                                 | Ausente                                 | Ausente                                 | Ausente                                 |                                         |
| Corbin Bleu      | Chad Danforth        | Protagonista              | Protagonista              | Protagonista              | Ausente                        | Ausente                                 | Ausente                                 | Participação                            | Participação                            |                                         |
| Lucas Grabeel    | Ryan Evans           | Antagonista               | Protagonista              | Protagonista              | Participação                   | Participação                            | Ausente                                 | Ausente                                 | Participação                            |                                         |
| Monique Coleman  | Taylor McKessie      | Protagonista              | Protagonista              | Protagonista              | Ausente                        | Ausente                                 | Ausente                                 | Ausente                                 | Participação                            |                                         |
| Olesya Rulin     | Kelsi Nielsen        | Co-Protagonista Principal | Co-Protagonista Principal | Co-Protagonista Principal | Ausente                        | Ausente                                 | Ausente                                 | Ausente                                 | Ausente                                 |                                         |
| Chris Warren Jr. | Zeke Baylor          | Co-Protagonista Principal | Co-Protagonista Principal | Co-Protagonista Principal | Ausente                        | Ausente                                 | Ausente                                 | Ausente                                 | Ausente                                 |                                         |
| Ryne Sanborn     | Jason Cross          | Co-Protagonista           | Co-Protagonista           | Co-Protagonista           | Ausente                        | Ausente                                 | Ausente                                 | Ausente                                 | Ausente                                 |                                         |
| Kaycee Stroh     | Martha Cox           | Co-Protagonista           | Co-Protagonista           | Co-Protagonista           | Ausente                        | Participação                            | Ausente                                 | Ausente                                 | Participação                            |                                         |
| Alyson Reed      | Sra. Darbus          | Co-Protagonista           | Co-Protagonista           | Co-Protagonista           | Ausente                        | Ausente                                 | Ausente                                 | Ausente                                 | Participação                            |                                         |
| Bart Johnson     | Jack Bolton          | Co-Protagonista           | Co-Protagonista           | Co-Protagonista           | Ausente                        | Ausente                                 | Ausente                                 | Ausente                                 | Participação                            |                                         |
| Olivia Rodrigo   | Nini Salazar-Roberts | Ausente                   | Ausente                   | Ausente                   | Ausente                        | Protagonista                            | Protagonista                            | Participação                            | Ausente                                 |                                         |
| Joshua Bassett   | Ricky Bowen          | Ausente                   | Ausente                   | Ausente                   | Ausente                        | Protagonista                            | Protagonista                            | Protagonista                            | Protagonista                            |                                         |
| Matt Cornett     | E. J. Caswell        | Ausente                   | Ausente                   | Ausente                   | Ausente                        | Antagonista                             | Protagonista                            | Protagonista                            | Participação                            |                                         |
| Sofia Wylie      | Gina Porter          | Ausente                   | Ausente                   | Ausente                   | Ausente                        | Antagonista                             | Protagonista                            | Protagonista                            | Protagonista                            |                                         |

## Spin-offs
High School Música: El Desafio é um spin-off do High School Musical estadunidense para a América Latina, baseado no livro "Battle of the Bands". Os filmes foram adptados na Argentina, depois México e então Brasil. Os filmes tiveram 12 novas músicas no total (8 para Argentina e México, 4 no Brasil), e 3 covers de outros artistas (Dime Ven - México, Cedo Ou Tarde - Brasil e Twist And Shout - Argentina) produzidas exclusivamente para esse projeto nesses países. Os filmes está estrelando os vencedores e finalistas do programa High School Musical: La Selección/A Seleção realizado nesses países.
High School Musical: El Desafío (Argentina) é um spin-off do filme norte-americano High School Musical, adaptado do livro "Battle of the Bands" para o mercado Argentino. Escrita especialmente para o cinema, conta com uma trilha sonora composta por nove produções exclusivas, sendo uma das músicas composta por Alejandro Lerner, interpretada por ele durante o fim dos créditos. Os personagens do filme são interpretados pelos vencedores e finalistas do programa de TV argentino High School Musical: La Selección: Agus, Fer, Delfi, Walter, Gastón, Vale, Sofi e Juanchi. Ainda com as participações especiais de Andrea del Boca, Adriana Salonia, Peter McFarlane e a estreia em filme de Liz Solari. O filme estreou nos cinemas argentinos em 17 de julho de 2008, ficando como o segundo filme mais visto em sua semana de estreia no país.
High School Musical: El Desafío (México) é uma spin-off o filme High School Musical, é a versão para o cinema México, estreou em 5 de setembro de 2008 no cinema mexicano. A estréia foi realizada em 24 de agosto de 2008 em Auditorio Nacional da Cidade do México.
High School Musical: O Desafio (Brasil) é a adaptação cinematográfica brasileira do filme norte-americano High School Musical, adaptado do livro "Battle of the Bands" para o mercado brasileiro. A produção local é da Total Entertainment, conhecida também como Total Filmes e a co-produção fica nas mãos da Walt Disney Studios Motion Pictures Brasil, responsável pela distribuição.
No entanto o filme sofreu algumas mudanças já que os produtores César Rodrigues e a Total Filmes "abrasileiraram" o projeto filmado no Rio de Janeiro, não seguindo o estilo caricato que se vê nas outras produções latinas. O diretor de arte, Clóvis Bueno, conseguiu adaptar o visual de maneira diferenciada, a produtora Iafa Britz se emocionou ao ver a coreografia do Olodum e do futebol. Os números de dança ficaram a cargo de Tânia Nardini e de sua equipe de três coreógrafos. O maestro Marconi Araújo preparou a voz dos atores e o produtor musical Guto Graça Mello fez as músicas.
A renomada diretora Karen Acioly trabalhou durante dois meses na preparação do elenco principal, trabalhando em conjunto com César Rodrigues. Para este primeiro projeto cinematrográfico da Disney no Brasil, César Rodrigues aproveitou sua experiência com crianças e adolescentes no teatro. Quanto às filmagens dos números musicais, o diretor teve à sua disposição três câmeras e uma grua de 11 metros SteadyCam Dolly.
O elenco do filme foi escolhido depois de várias audições do Disney High School Musical - A Seleção (ou só HSM - A Seleção). É formado por Olavo Cavalheiro, Renata Ferreira, Fellipe Guadanucci, Paula Barbosa, Moroni Cruz, Bia Machado, Samuel Nascimento e Karol Cândido. Conta com a participação especial da cantora Wanessa. Vale salientar que os dezoito finalistas do High School Musical a Seleção estão entre os figurantes, bem como Thaís Gorga, apresentadora do Zapping Zone. As Filmagens iniciaram em Abril de 2009 e foram concluídas em 14 de junho. As sessões do filme iniciaram nos principais cinemas do Brasil a partir do dia 5 de fevereiro de 2010.
High School Musical: China - College Dreams é um filme spin-off da série original, produzido para o mercado chinês. Dirigido por Chen Shi-Zheng, foi lançado em 6 de setembro de 2011. O filme foi lançado na América do Norte em DVD sob a marca Disney World Cinema. Film Business Asiacrítico Derek Elley avaliou a adaptação três pontos em dez. Ele criticou o que percebeu como falta de esforço na criação de uma adaptação culturalmente relevante do original, afirmando que o cenário do filme parecia "qualquer faculdade na América Central, mas cheia de estudantes de língua mandarim", e chamando o roteiro de "inexistente". A trilha sonora também não foi bem recebida. Apesar disso, uma música que foi escrita para o filme intitulada "Rainy Season" (梅雨季), recebeu uma recepção positiva.
A Fabulosa Aventura de Sharpay (2011) é um filme spin-off estrelado por Ashley Tisdale, e foi lançado como um pacote de combinação Blu-ray/DVD em 19 de abril de 2011, e então transmitido como um filme original do Disney Channel em 22 de maio de 2011. Situado um ano após os eventos de "High School Musical 3", o filme analisa a vida de Sharpay após a formatura enquanto ela tenta conseguir um papel em um show da Broadway. Depois de se apresentar em um evento de arrecadação de fundos local em Albuquerque, Novo México, um caçador de talentos oferece a Sharpay uma oportunidade única na vida em Nova York. Sem saber se ela está pronta para enfrentar a cidade grande sozinha, o pai de Sharpay diz a ela que ela tem um mês para conseguir um papel no show ou ela terá que voltar para casa e trabalhar no Lava Springs Country Club. Ao chegar em Nova York, Sharpay logo percebe que o mundo do teatro é muito mais cruel do que um musical do ensino médio. No entanto, com a ajuda de seu novo amigo Peyton Leverett (Austin Butler) Sharpay está determinada a transformar seus sonhos repletos de estrelas em realidade. Durante uma cena pós-crédito, Lucas Grabeel faz uma aparição enquanto Ryan visita Sharpay em seu novo apartamento.

## High School Musical: The Concert

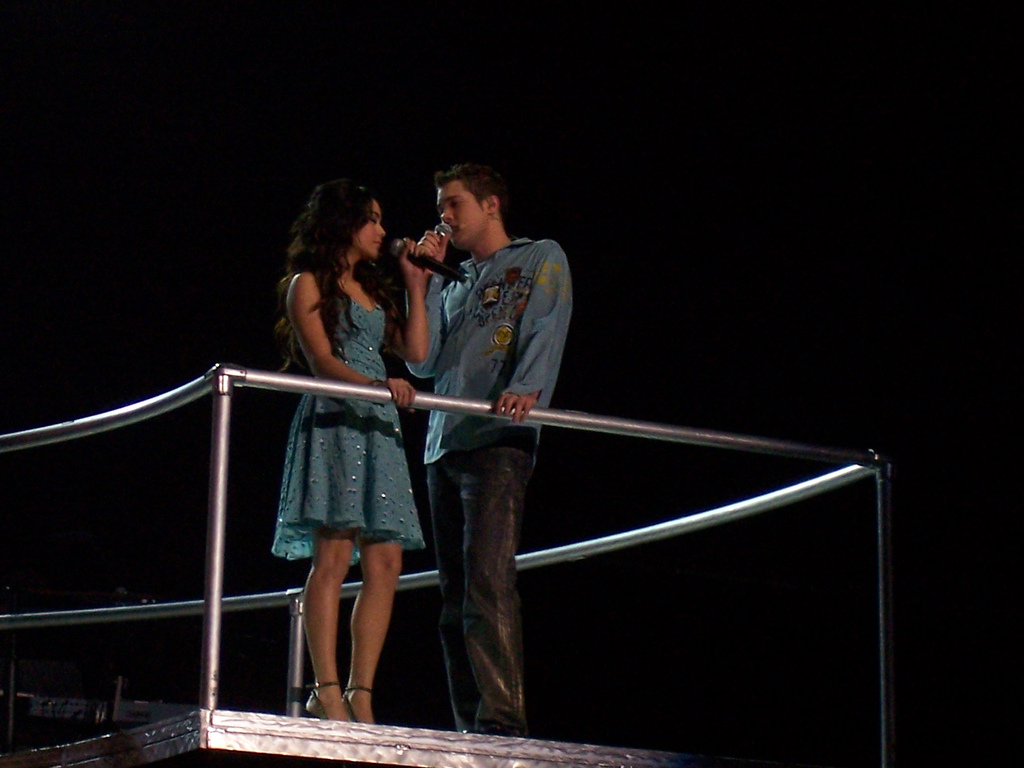
Hudgens e Seeley cantando What I've Been Looking For

A turnê "High School Musical: The Concert" foi iniciada em 29 de novembro de 2006 em San Diego, Califórnia. A turnê continuou até 28 de janeiro de 2007 com o elenco apresentando-se nas principais cidades dos Estados Unidos, Canadá e América Latina. O show apresentou todos os membros do elenco original, exceto Zac Efron, que estava filmando Hairspray e substituído por Drew Seeley (que dublou Efron nas canções no primeiro filme). O concerto contou com as músicas originais do filme, assim como músicas de Vanessa Hudgens, Ashley Tisdale e Corbin Bleu.